# Brigade des mineurs (série télévisée, 1977)
Ne doit pas être confondu avec  Brigade de protection des mineurs.
Pour les articles homonymes, voir Brigade des mineurs et Brigade des mineurs (série télévisée, 2002).
Brigade des mineurs est une série télévisée policière de Claude Loursais, diffusée de 1977 à 1979 sur Antenne 2. Cette série est une peinture de la société des années 1970 et il n'y a pas d'énigme à résoudre.
Elle marque aussi le retour à l'écran de Jean Daurand qui, pendant la décennie précédente, a incarné l'inspecteur Dupuy dans la série Les Cinq Dernières Minutes. À l'époque subordonné inséparable du commissaire Bourrel, il a depuis été promu commissaire. De ce temps révolu, il conserve sur son bureau une photo de son mentor mort depuis.
Le seconde épisode traitait  de la drogue et fut déprogrammé juste avant sa diffusion car considéré comme trop réaliste. Le téléfilm fut finalement diffusé en décembre 1977 dans le cadre d’un Dossier de l’écran. Le chanteur Renaud, qui n'était alors pas connu, y jouait un dealer et consommateur d'héroïne,.

## Synopsis
Le commissaire Dupuy dirige la brigade des mineurs et est confronté aux problèmes liés à l'adolescence — marginalisation, drogue, fugue, viol, divorce, etc. —, certains cas étant tirés d'affaires réelles.

## Fiche technique
- Réalisation :
  - Claude Loursais (épisode 1)
  - Michel Wyn (épisode 2)
  - Jean Chapot (épisode 3)
  - Peter Kassovitz (épisodes 4 et 6)
  - Guy Lessertisseur (épisode 5)
  - Claire Jortner (épisode 7)
  - André Flédérick (épisode 8)
- Scénario :
  - Fred Kassak (épisodes 1, 2, 3, 4, 8)
  - Philippe Madral (épisodes 1, 2, 3, 4, 6, 8)
  - Jess Hahn (épisode 5)
  - Christian Baillemont (épisode 7)
  - Nadia Taleb (épisode 6)

## Distribution
- Jean Daurand : commissaire Dupuy

- Éric Laborey : Daniel Herbault (épisode 1)
- Yann Fanien : Yann Glomel (épisode 5)
- Jess Hahn : Jess Johnson (épisode 5)
- Jean Lescot : le psychiatre (épisodes 4 et 7)
- Anna Prucnal : Elisabeth Johnson (épisode 5)
- Valérie Quennessen : Doris (épisode 5)
- Renaud Séchan : Yves (épisode 2)
- Shake : épisode 8
- Georges Staquet : Gaston Glomel 5)
- André Weber : Serge (épisode 5)
- André Valardy : l’inspecteur Gardanne (épisode 2)
- Agnès Soral : une jeune blouson noir

## Épisodes
1. Incidents mineurs
2. La Neige de Noël
3. Le Mal du pays
4. Une absence prolongée
5. Tête de rivière
6. La Vie séparée
7. Didier
8. Play-back et tais-toi